# NGC 7182
NGC 7182 ist eine linsenförmige Galaxie vom Hubble-Typ S0-a im Sternbild Aquarius auf der Ekliptik. Sie ist schätzungsweise 365 Millionen Lichtjahre von der Milchstraße entfernt.
Das Objekt wurde am 31. Juli 1864 von Albert Marth entdeckt.